# Mazouau
Mazouau település Franciaországban, Hautes-Pyrénées megyében. Lakosainak száma 14 fő (2022. január 1.). Mazouau Saint-Arroman, Bazus-Neste, Gazave és Hèches községekkel határos.

## Népesség
A település népességének változása:
| Lakosok száma | 18   | 17   | 19   | 16   | 16   | 15   | 15   | 14   | 14   |
|               | 2013 | 2015 | 2016 | 2017 | 2018 | 2019 | 2020 | 2021 | 2022 |